# Синагога у Дубровнику
Дубровачка синагога је јудаистички верски објекат и музеј у граду Дубровнику. Најстарија је сефардска синагога на свету, од оних које су још активне. Друга је најстарија синагога у Европи. 
Потиче из 1408. године. Подигли су је Јевреји, који су у Дубровник дошли из Шпаније. Јако је оштећена у великом земљотресу 1667. године. У њој се чувају ритуални предмети из 16. до 18. века. Део тих предмета је био изложен на изложби у Њујорку 1993. године. Тамо су остали пет година, јер их излагачи нису хтели да врате. После судске пресуде, вратили су се у Дубровник. За време Другог светског рата, Торе и вредни предмети сакривени су на непознато место и касније враћени. Кров синагоге је оштећен за време гранатирања Дубровника 1991. године. Касније је поправљен.